# 버크와 헤어

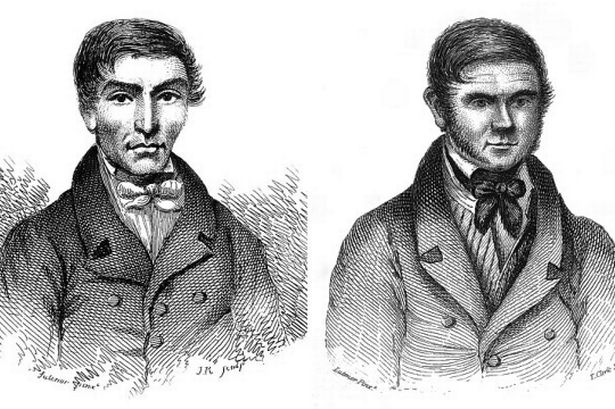

윌리엄 버크(William Burke, 1792년–1829년)와 윌리엄 헤어(William Hare)은 스코틀랜드 에든버러에서 1827년부터 1828년에 걸쳐 살인을 저지른 연쇄살인범들이다. 두 범인은 17명을 살해하여 피해자의 시체를 해부용으로 에든버러 의대에 팔았다. 의사 로버트 녹스도 공범이다.

## 같이 보기
- 장기 매매